# 銅造阿弥陀如来及両脇侍像
銅造阿弥陀如来及両脇侍像（どうぞうあみだにょらいおよびりょうわきじぞう）は、日本の飛鳥時代の仏像である。阿弥陀如来を中心に観音菩薩と勢至菩薩を左右に配置している。法隆寺献納宝物で東京国立博物館所蔵。国の重要文化財。日本の阿弥陀三尊としては最古である。
台座の背面には「山田殿像」の銘が刻まれており、蘇我倉山田石川麻呂あるいは山田寺との関連が推測されるが詳細は不明。
1878年に皇室に献納され、1949年に国有になった。
1965年5月29日、国の重要文化財に指定された。

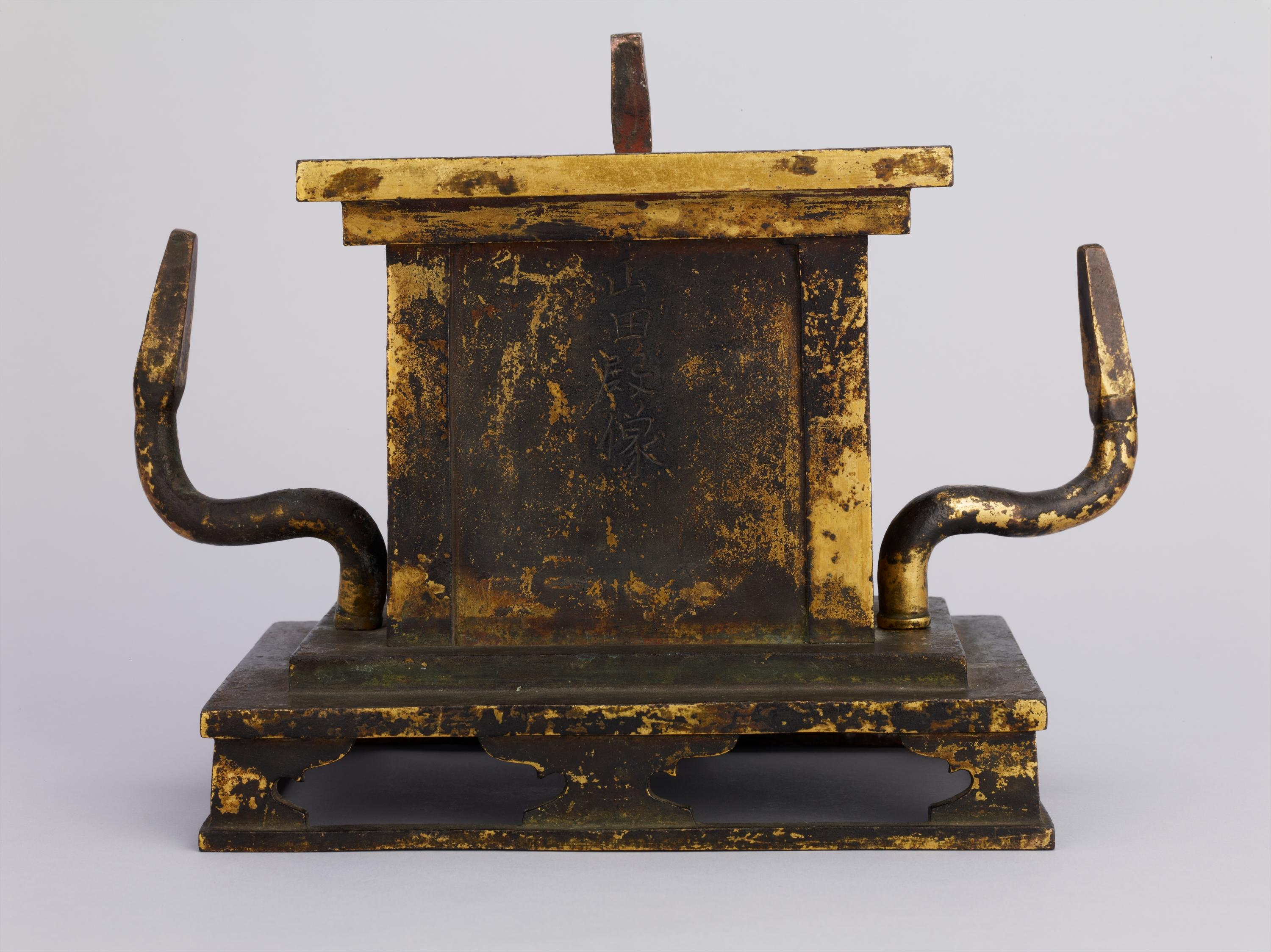
台座の背面にある「山田殿像」の銘

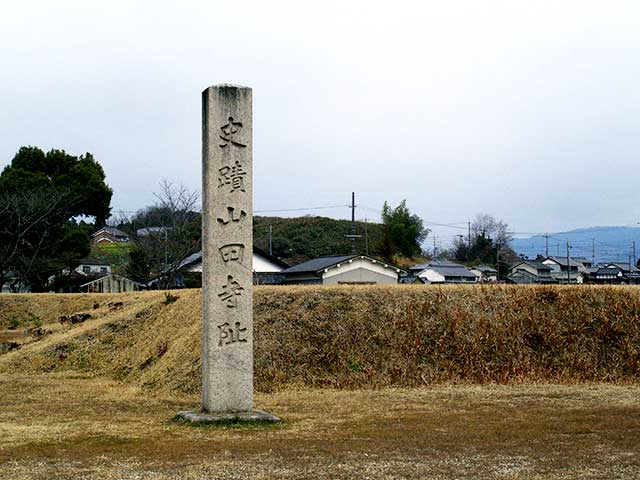
山田寺跡